# Jachthuis Sint Hubertus
Koordinaten: 52° 7′ 17,5″ N, 5° 49′ 58,2″ O

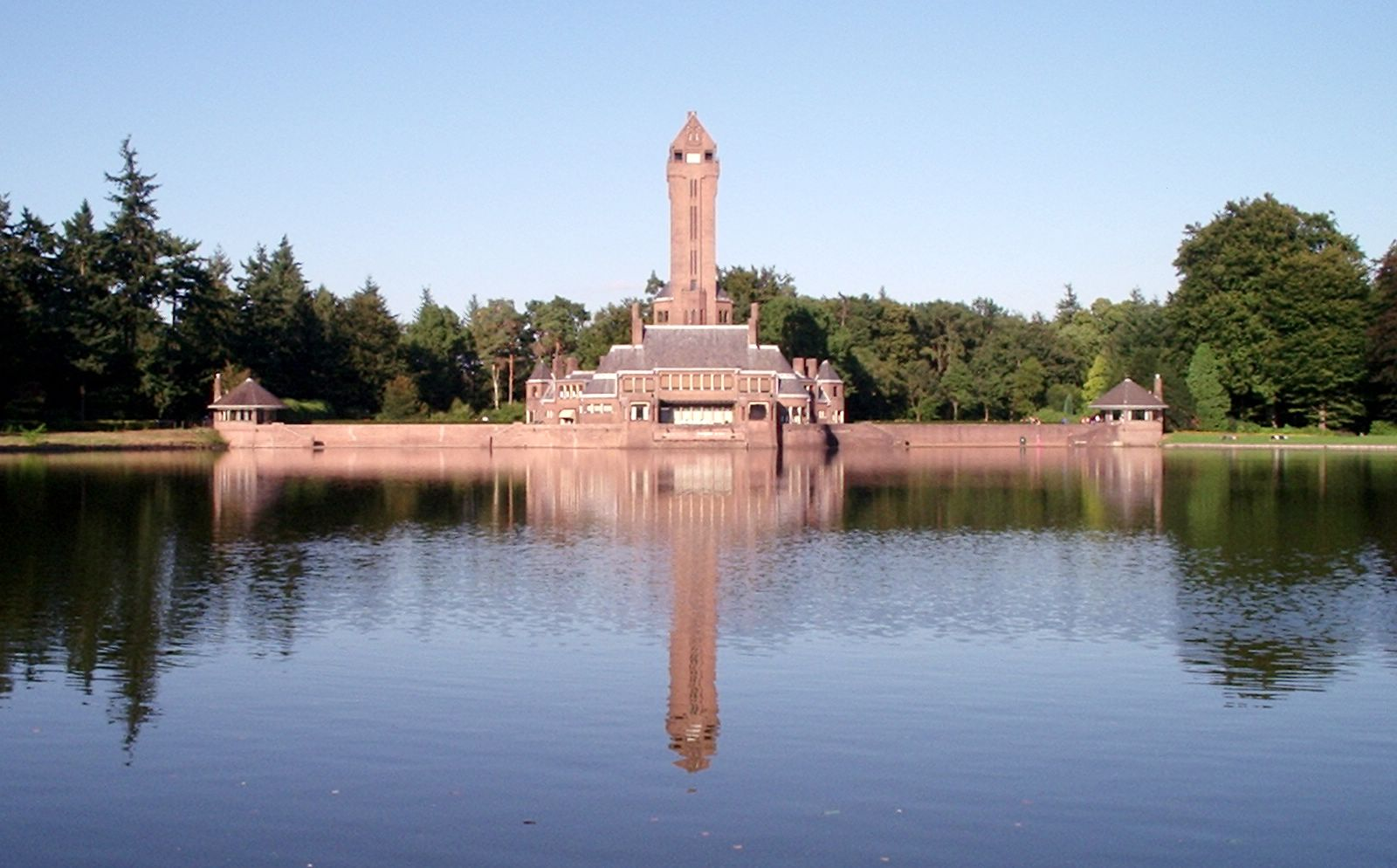
Jagdhaus St. Hubertus

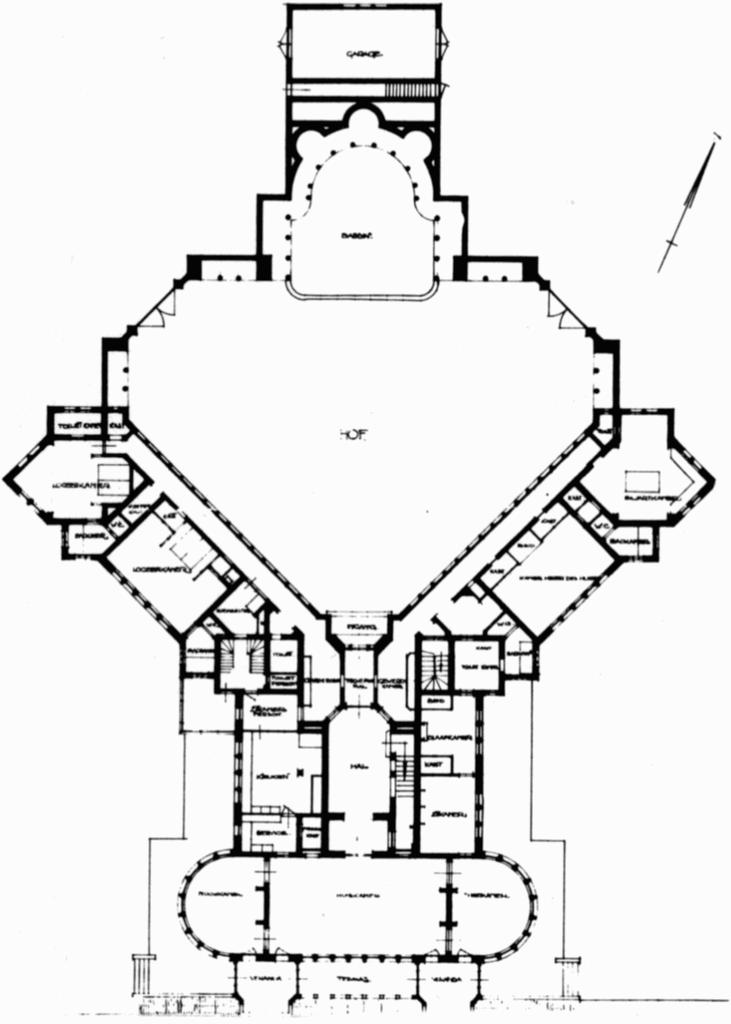
H.P. Berlage, erster Entwurf

Das Jachthuis Sint Hubertus oder Jachtslot Sint Hubertus (deutsch Jagdhaus St. Hubertus oder Jagdschloss St. Hubertus) liegt im Norden des Nationalparks Hoge Veluwe, zwischen den Orten Otterlo und Hoenderloo, auf dem Gebiet der Gemeinde Ede, in der niederländischen Provinz Gelderland.

## Geschichte
Bereits seit 1909 hatte das vermögende Ehepaar Kröller-Müller im Gebiet des Hoge Veluwe in erheblichen Umfang Land gekauft. Das 6.000 ha große Grundstück diente dem leidenschaftlichen Jäger als Jagdrevier, wobei er einen alten Bauernhof als Unterkunft nutzte. Einen repräsentativeren Wohnsitz, in dem als Gäste auch Geschäftsfreunde, Diplomaten und Künstler erwartet wurden, gaben die Kröller-Müllers beim Architekten Hendrik Petrus Berlage in Auftrag. Dieser erhielt bei der Gestaltung freie Hand, sodass er ein vollkommen eigenständiges Werk entwickeln konnte. Der 1914 vorgelegte Entwurf wurde bis 1920 verwirklicht. Das Jagdhaus wurde wie das gesamte Hoge Veluwe vom Ehepaar Kröller-Müller in eine Stiftung eingebracht und ist heute für die Öffentlichkeit zugänglich. Es wurde zum Rijksmonument erklärt. Gelegentlich wird St. Hubertus auch von der niederländischen Regierung als Gästehaus oder für Konferenzen genutzt. Im Jahr 1946 fanden hier die Gespräche über die Unabhängigkeit Indonesiens statt.

## Architektur
Das gesamte Gebäude ist mit Ziegelsteinen gebaut, von denen einige glasiert sind. Im Mittelpunkt des Gebäudes steht der alles überragende Aussichtsturm. Von hier aus kann die umliegende Wald- und Heidelandschaft wie von einem überdimensionierten Hochsitz aus betrachtet werden. Der Name St. Hubertus leitet sich vom Schutzpatron der Jäger, dem heiligen Hubertus ab, der in einem der Glasfenster des Hauses dargestellt ist. Die Form des Gebäudegrundrisses ist von einem Hirschgeweih inspiriert. Berlage entwarf nicht nur das Gebäude, sondern auch die komplette Inneneinrichtung. Kacheln, Lampen und Möbel: alles wurde aufeinander abgestimmt.

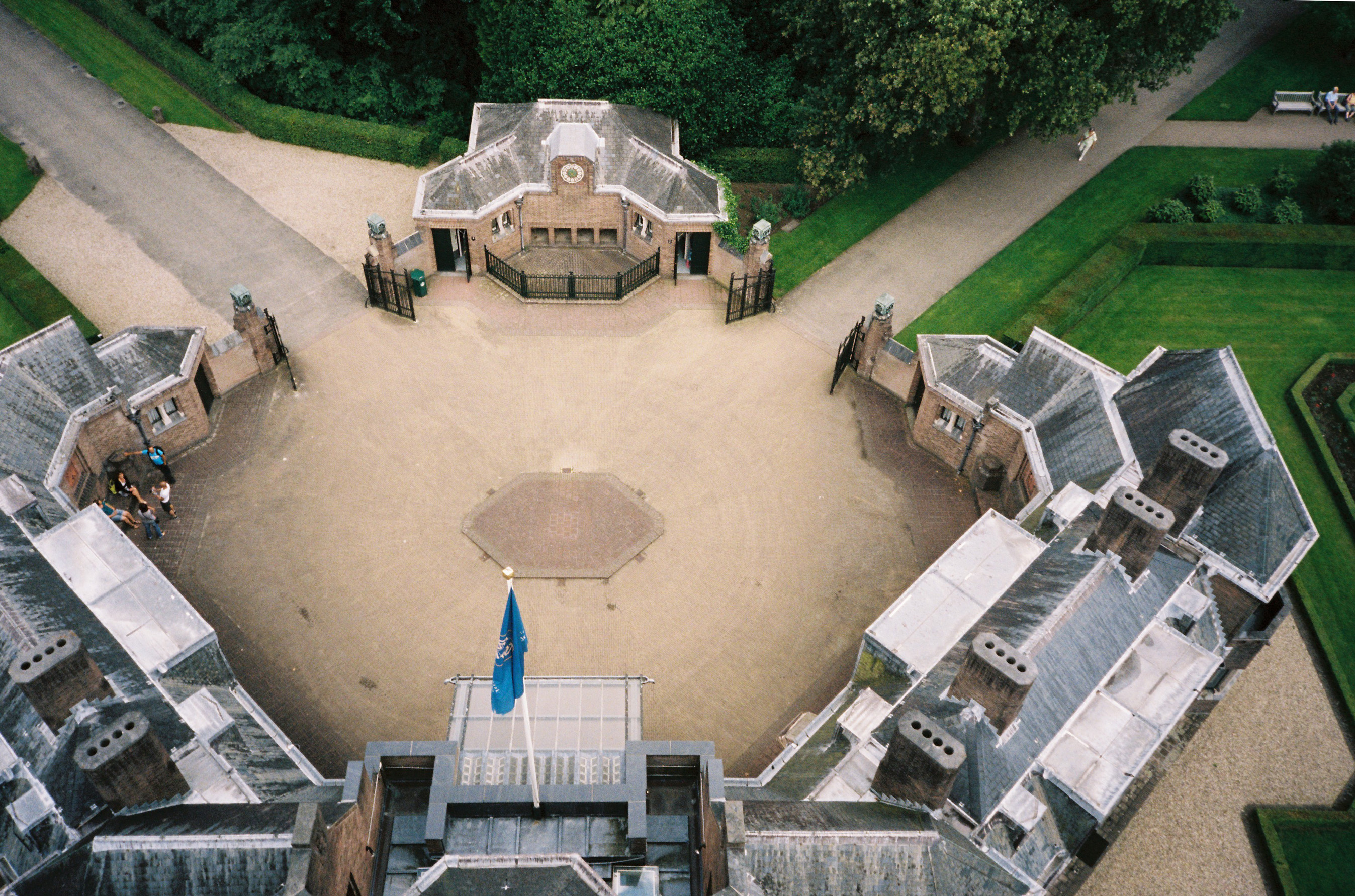
Aus der Vogelperspektive
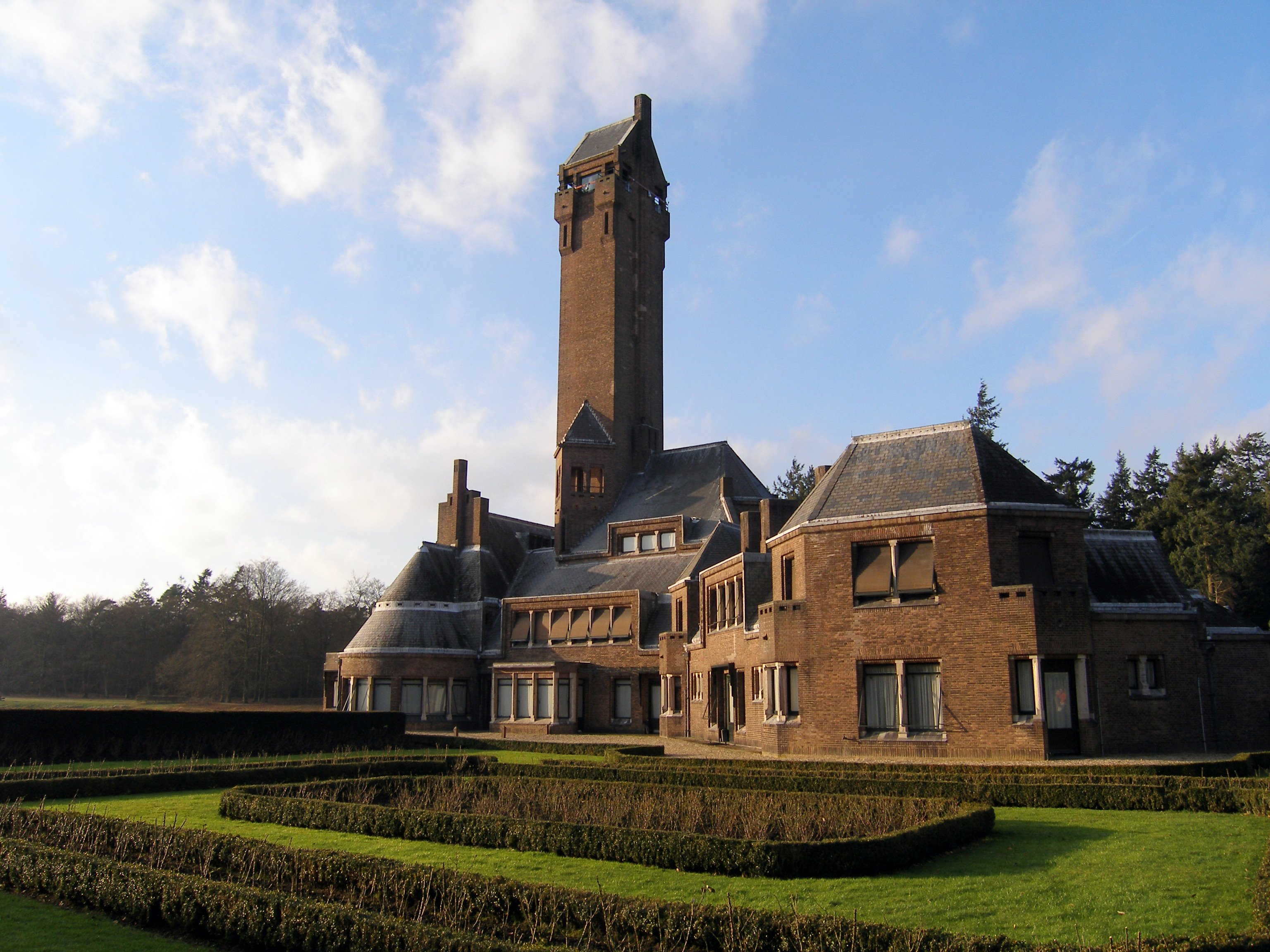
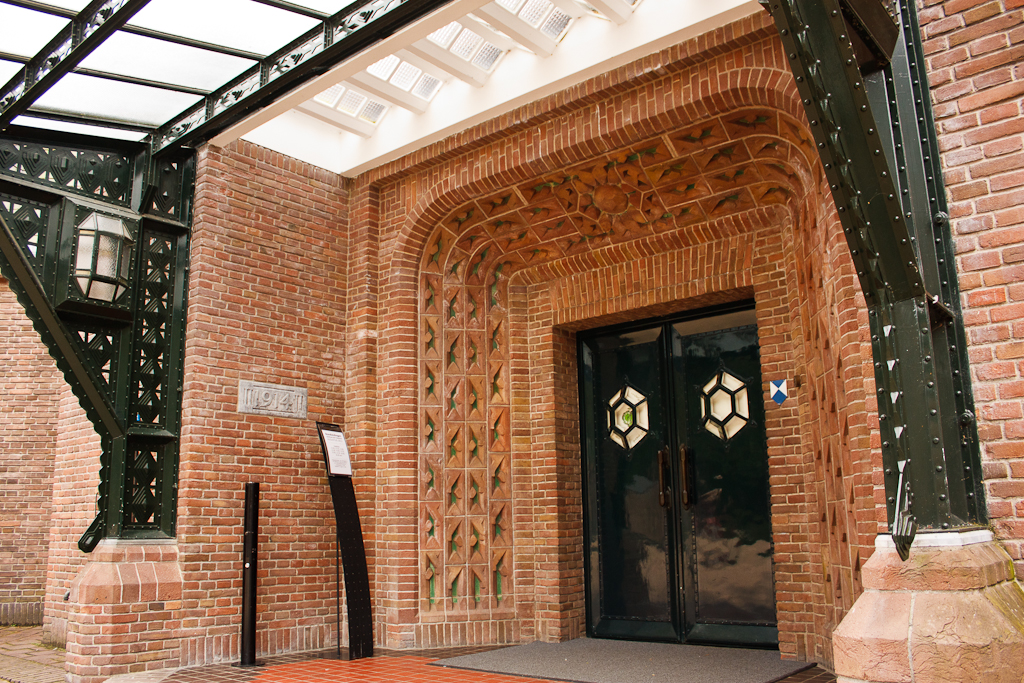
Eingangsbereich
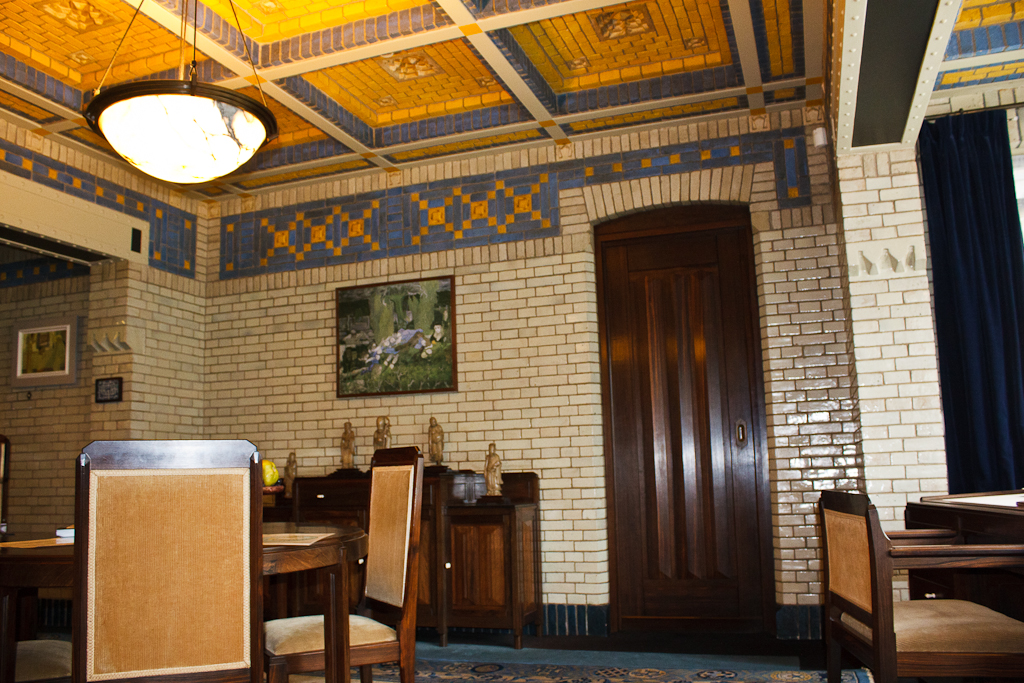
Büro von Helene Kröller-Müller
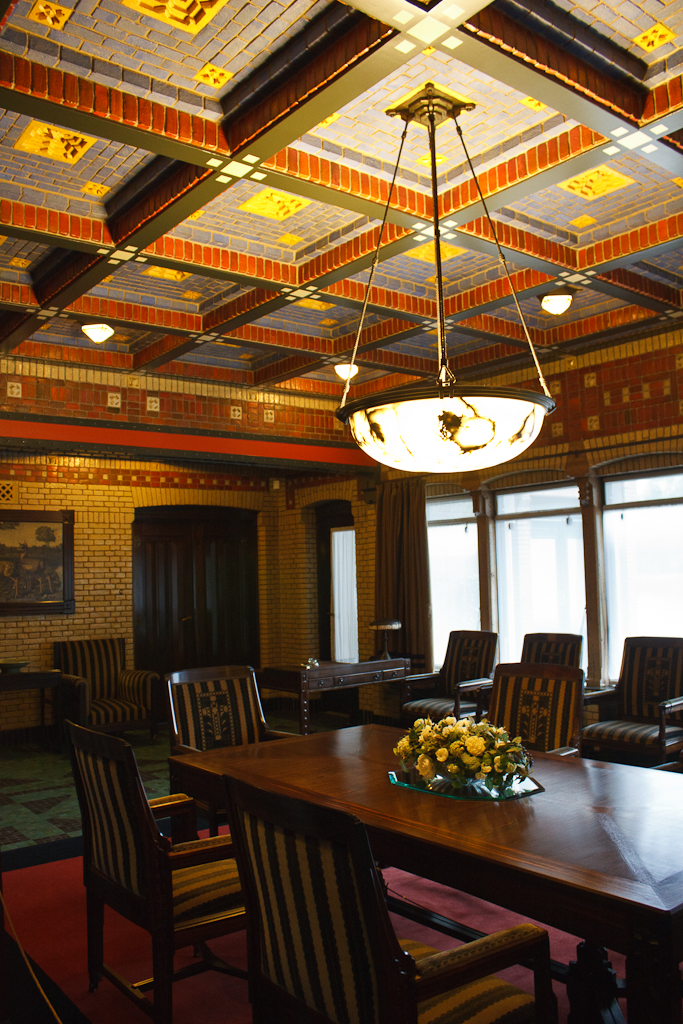
Esszimmer
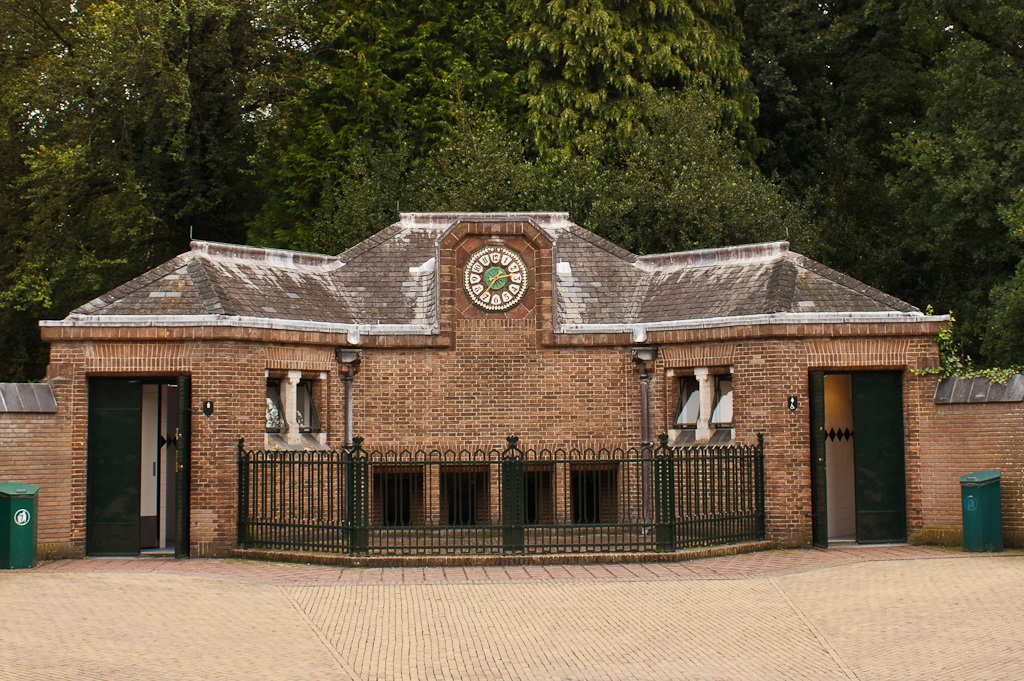
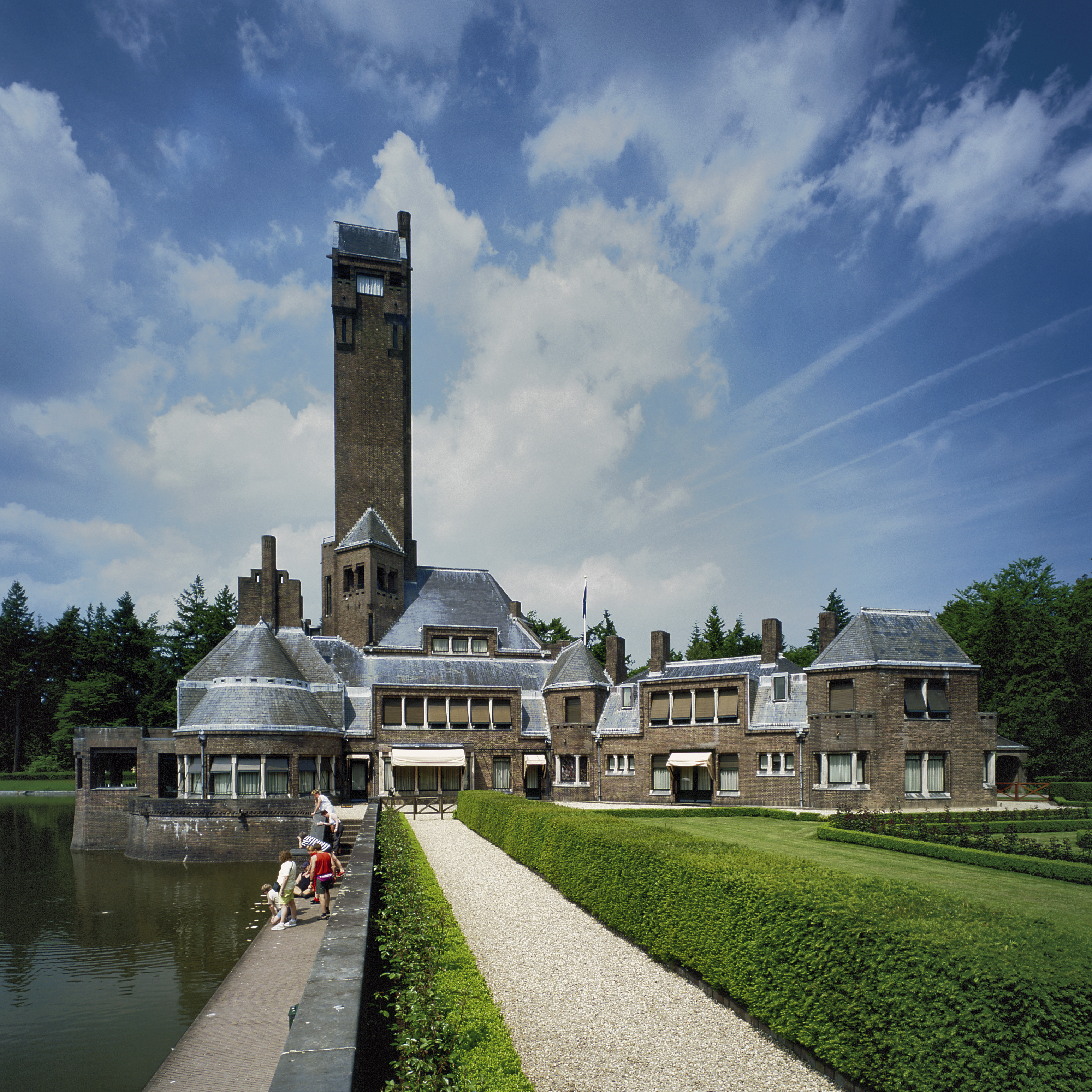